# 大花毛鳞菊
大花毛鳞菊（学名：Melanoseris atropurpurea）也称大花蓝岩参、长叶毛鳞菊，为菊科毛鳞菊属的植物，是中国的特有植物。分布于中国大陆的云南、四川、西藏、贵州等地，生长于海拔2,800米至4,000米的地区，常生于山坡林缘、林下以及灌丛中，目前尚未由人工引种栽培。
种名grandiflora意为“大花的”。

## 别名
大花毛鳞菊，别名大花蓝岩参（云南种子植物名录）、长叶毛鳞菊。

## 异名
- Cicerbita grandiflora (Franch.) Beauv.